# Cultura de Dawenkou

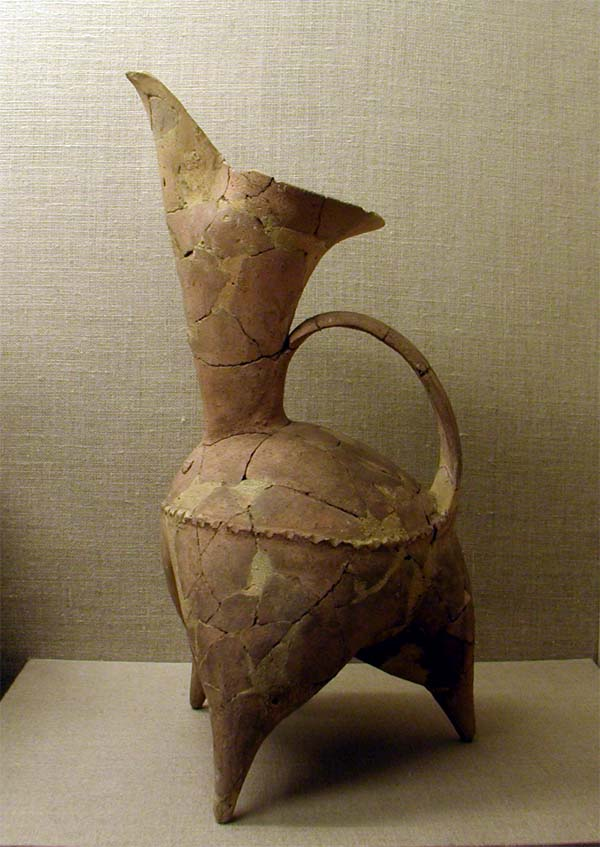
Gui (鬹), de la cultura de Dawenkou

La cultura neolítica de Dawenkou (xinès: 大汶口文化; pinyin: dàwènkǒu wénhuà) es va desenvolupar a la província xinesa del Shandong i després es va difondre a les províncies veïnes, Henan, Anhui i Jiangsu. Fou més o menys contemporània de la cultura de Yangshao (V-IV mil·lenni aC), de la qual la separaven les maresmes que després van recobrir els al·luvions del riu Huanghe. El nivell de desenvolupament social i econòmic d'ambdues cultures és comparable. La cultura de Dawenkou és molt més coneguda per les seves sepultures, especialment el de la fase final, que pels seus hàbitats.
El seu primer indret identificat era una necròpoli de 130 tombes a la vora del riu Dawen. Al contrari de les sepultures de Yangshao, contenen un abundant mobiliari funerari, però que es troba desigualment repartit, signe d'una jerarquització de la societat. Les tombes més riques, amb taüts protegits per cambres de fusta, contenen ossaments de porcs sacrificats. Els objectes de prestigi estan fets en jade, turquesa, ivori i os.
Entre els objectes rituals, hi ha matraques fabricades a partir de closques de tortugues i escultures d'os. Les ceràmiques, fetes a torn, són sovint polides i de color vermellós. Les del tipus ding, una mensa de trípode, i dou, a peu únic, són corrents en la cultura de Dawenkou i han estat exportades a la de Yangshao. Altres pots grisos girats de pasta fina prefiguren la ceràmica de la cultura neolítica final de Longshan, situada igualment a Shandong.
El maig del 2006, arqueòlegs xinesos van fer nous descobriments al nord del poble de Xinjian del districte de Shanting de Zaozhuang, sobre una superfície de 900 m². Aquests descobriments són fosses, cendres, tombes, fundacions de cases, forns de terrissa, així com un centenar de vestigis preciosos, entre els quals hi ha instruments de ceràmica, pedra i os.